# 2020年國家聯盟分區賽
2020年國家聯盟分區賽是國家聯盟季後賽第一輪，採用的是5戰3勝制，勝出的2支球隊將會得到國聯冠軍賽的資格。2支分區冠軍和2支分區亞軍球隊獲勝的球隊將參與此次賽事。本賽事在2020年10月6日至10月10日舉行，參賽的4支球隊是：
- 洛杉磯道奇（國聯西區冠軍，47勝13敗）對上聖地牙哥教士（國聯西區亞軍，37勝23敗）
- 邁阿密馬林魚（國聯東區亞軍，31勝29敗）對上亞特蘭大勇士（國聯東區冠軍，35勝25敗）

由於COVID-19疫情關係，因此大聯盟使用第三方球場全球人壽球場和美粒果球場做為國聯分區賽的比賽場地。最終道奇3連勝橫掃教士，勇士3連勝橫掃馬林魚，道奇和勇士晉級國聯冠軍戰。

## 洛杉磯道奇對聖地牙哥教士
| 場次 | 客隊         | 比分  | 主隊         | 日期    | 場地         | 備註  |
| ---- | ------------ | ----- | ------------ | ------- | ------------ | ----- |
| 1    | 聖地牙哥教士 | 1：5  | 洛杉磯道奇   | 10月6日 | 全球人壽球場 | [ 1 ] |
| 2    | 聖地牙哥教士 | 3：6  | 洛杉磯道奇   | 10月7日 | 全球人壽球場 | [ 2 ] |
| 3    | 洛杉磯道奇   | 12：3 | 聖地牙哥教士 | 10月8日 | 全球人壽球場 | [ 3 ] |

### 10月6日 第一場
德克薩斯州，阿靈頓，全球人壽球場
| 聖地牙哥教士                                      | 0 | 0 | 1 | 0 | 0 | 0 | 0 | 0 | 0 | 1 | 3 | 1 |
| 洛杉磯道奇                                        | 0 | 0 | 0 | 0 | 1 | 4 | 0 | 0 | X | 5 | 4 | 0 |
| 勝投： Dustin May(1–0) 敗投： 蓋瑞特·理查斯 (0–1) |   |   |   |   |   |   |   |   |   |   |   |   |

道奇打線，則在教士投手車輪戰情況下沒有發揮，包括5局下得到的第1分， 也不是靠安打，而是在捕手威爾·史密斯(Will Smith)獲保送後，科迪·貝林傑打擊時，教士傳球失誤而將比數追平。
不過，6局下，9棒克里斯·泰勒在1出局後獲保送，接著穆奇·貝茲擊出道奇全場第1支安打，這一棒二壘打，讓道奇攻佔二三壘，隨後柯瑞·席格高飛犠牲打，道奇2比1超前，接著賈斯汀·特納右外野安打，麥克斯·蒙西左外野二壘打，科迪·貝林傑內野安打，外加教士投手暴投，道奇一口氣得到4分，終場以5比1獲勝，拔得頭籌。

### 10月7日 第二場
德克薩斯州，阿靈頓，全球人壽球場
| 聖地牙哥教士 | 0 | 1 | 0 | 0 | 0 | 2 | 0 | 0 | 2 | 5 | 9  | 0 |
| 洛杉磯道奇 | 0 | 0 | 3 | 1 | 0 | 0 | 2 | 0 | X | 6 | 11 | 0 |
| 勝投： 克萊頓·克蕭(1–0) 敗投： Zach Davies(0–1) 救援成功： 喬·凱利（1） 全壘打： 教士：曼尼·馬查多（6上,1分）、艾瑞克·霍斯摩（6上,1分） 道奇：科迪·貝林傑（4下,1分） |   |   |   |   |   |   |   |   |   |   |    |   |

今天道奇隊推出王牌克萊頓·克蕭先發，他投6局被擊出6支安打，包括2支全壘打，失掉3分，不過仍是優質先發表現。柯蕭唯一的重傷害出現在6局上，他被曼尼·馬查多、艾瑞克·霍斯摩演出背靠背的全壘打，使道奇僅以4比3領先。7局上，小費南多·塔提斯擊出中外野深遠飛球，眼看就要形成全壘打。不過科迪·貝林傑硬是跳起來將球接殺，也澆熄了教士隊反撲的氣焰。
7局下，道奇再下2分後，6比3領先在9局上交給終結者肯利·簡森，不過簡森卻出狀況，單局被敲3支安打失掉2分，道奇只好再讓喬·凱利後援。喬·凱利面對小費南多·塔提斯與曼尼·馬查多投出保送，形成滿壘，但最後讓艾瑞克·霍斯摩擊出二壘滾地球出局，終場道奇6比5險勝教士，在分區系列賽取得2連勝聽牌。

### 10月8日 第三場
德克薩斯州，阿靈頓，全球人壽球場
| 洛杉磯道奇                                           | 0 | 1 | 5 | 1 | 1 | 0 | 0 | 0 | 4 | 12 | 14 | 1 |
| 聖地牙哥教士                                         | 0 | 2 | 0 | 0 | 0 | 1 | 0 | 0 | 0 | 3  | 6  | 2 |
| 勝投： Julio Urías (1–0) 敗投： Adrian Morejon (0–1) |   |   |   |   |   |   |   |   |   |    |    |   |

教士隊雖然在2局下靠著保送和安打得到2分取得領先，不過道奇在3局上攻下了5分大局。並在4、5兩局持續追加分數。
6局下，Julio Urías因為投手犯規而讓教士隊得到第3分。不過教士隊卻沒能在無人出局三壘有人時持續增加分數。
9局下，Will Smith在滿壘時敲出二壘安打，隨後科迪·貝林傑又補上三壘安打，讓道奇又得到4分。終場道奇以12比3贏球，系列賽3連勝橫掃教士。
Will Smith也成為道奇隊史第一位在季後賽單場敲出5支安打的球員。

## 邁阿密馬林魚對亞特蘭大勇士
| 場次 | 客隊         | 比分 | 主隊         | 日期    | 場地       | 備註  |
| ---- | ------------ | ---- | ------------ | ------- | ---------- | ----- |
| 1    | 邁阿密馬林魚 | 5：9 | 亞特蘭大勇士 | 10月6日 | 美粒果球場 | [ 4 ] |
| 2    | 邁阿密馬林魚 | 0：2 | 亞特蘭大勇士 | 10月7日 | 美粒果球場 | [ 5 ] |
| 3    | 亞特蘭大勇士 | 7：0 | 邁阿密馬林魚 | 10月8日 | 美粒果球場 | [ 6 ] |

### 10月6日 第一場
德克薩斯州，休士頓，美粒果球場
| 邁阿密馬林魚 | 0 | 1 | 3 | 0 | 0 | 0 | 0 | 1 | 0 | 5 | 9  | 0 |
| 亞特蘭大勇士 | 1 | 0 | 2 | 0 | 0 | 0 | 6 | 0 | X | 9 | 12 | 1 |
| 勝投： Will Smith (1–0) 敗投： Sandy Alcántara(0–1) 全壘打： 馬林魚：Miguel Rojas(2上,1分) 勇士：小羅納德·阿庫尼亞(1下,1分)、Travis d'Arnaud(7下,3分)、丹斯比·史瓦森(7下,2分) |   |   |   |   |   |   |   |   |   |   |    |   |

國聯分區季後賽今開打，勇士主場對上馬林魚，小羅納德·阿庫尼亞今首局首打席就開轟，但前3局打完，勇士以3比4落後，直到7局下，靠著馬歇爾·歐祖納的左外野安打，先將比數追平，之後特拉維斯·達諾敲出中外野3分砲，一棒將比分超前，隨後丹斯比·史瓦森敲出中外野2分全壘打，單局攻下6分，奠定勝基，勇士以9比5擊敗馬林魚，拿下第1勝。

### 10月7日 第二場
德克薩斯州，休士頓，美粒果球場
| 邁阿密馬林魚 | 0 | 0 | 0 | 0 | 0 | 0 | 0 | 0 | 0 | 0 | 3 | 1 |
| 亞特蘭大勇士 | 0 | 1 | 0 | 1 | 0 | 0 | 0 | 0 | 0 | 2 | 4 | 1 |
| 勝投： Ian Anderson(1–0) 敗投： Pablo López(0–1) 救援成功： 馬克·梅蘭森（1） 全壘打： 馬林魚：無 勇士：丹斯比·史瓦森（2下,1分）、Travis d'Arnaud（4下,1分） |   |   |   |   |   |   |   |   |   |   |   |   |

國聯分區系列戰，勇士隊繼續展現他們堅強的投手戰力，面對馬林魚，5名投手輪番接力，合計僅被擊出3支安打，其中先發投手伊恩·安德森(Ian Anderson)，投5.2局投出8次三振、1次保送、無失分，投手群的優異表現，率領球隊2比0完封對手。勇士隊再奪下這場勝利後，也取得2勝0敗的聽牌優勢。

### 10月8日 第三場
德克薩斯州，休士頓，美粒果球場
| 亞特蘭大勇士                                      | 0 | 0 | 4 | 1 | 2 | 0 | 0 | 0 | 0 | 7 | 10 | 0 |
| 邁阿密馬林魚                                      | 0 | 0 | 0 | 0 | 0 | 0 | 0 | 0 | 0 | 0 | 5  | 1 |
| 勝投： Kyle Wright(1–0) 敗投： Sixto Sánchez(0–1) |   |   |   |   |   |   |   |   |   |   |    |   |

馬林魚整場不是沒有得分機會，首局就曾在一出局下攻占一、二壘，第三局在兩人出局後形成滿壘，但都沒有把握住而無法得到分數。
反觀勇士打者的攻勢就讓投手群獲得喘息空間，全場共擊出10支安打，光是在第3局的4分進帳即已奠定勝利基礎。
亞特蘭大勇士今天以7比0完封邁阿密馬林魚，在美國職棒大聯盟MLB國家聯盟5戰3勝制分區系列賽完成3連勝橫掃，自2001年以來首次打進國聯冠軍系列賽。而馬林魚也終止了在季後賽未曾輸過任何一場系列賽的紀錄。